# Eisschnelllauf-Mehrkampfweltmeisterschaft 2022
Die 115. Mehrkampfweltmeisterschaft (79. der Frauen) fand am 5. und 6. März 2022 im Vikingskipet im norwegischen Hamar statt. Parallel zur Mehrkampf-WM wurde in Hamar auch die Sprintweltmeisterschaft 2022 ausgetragen. 
Die Weltmeistertitel errangen Miho Takagi aus Japan sowie der Schwede Nils van der Poel.

## Wettbewerb

### Frauen

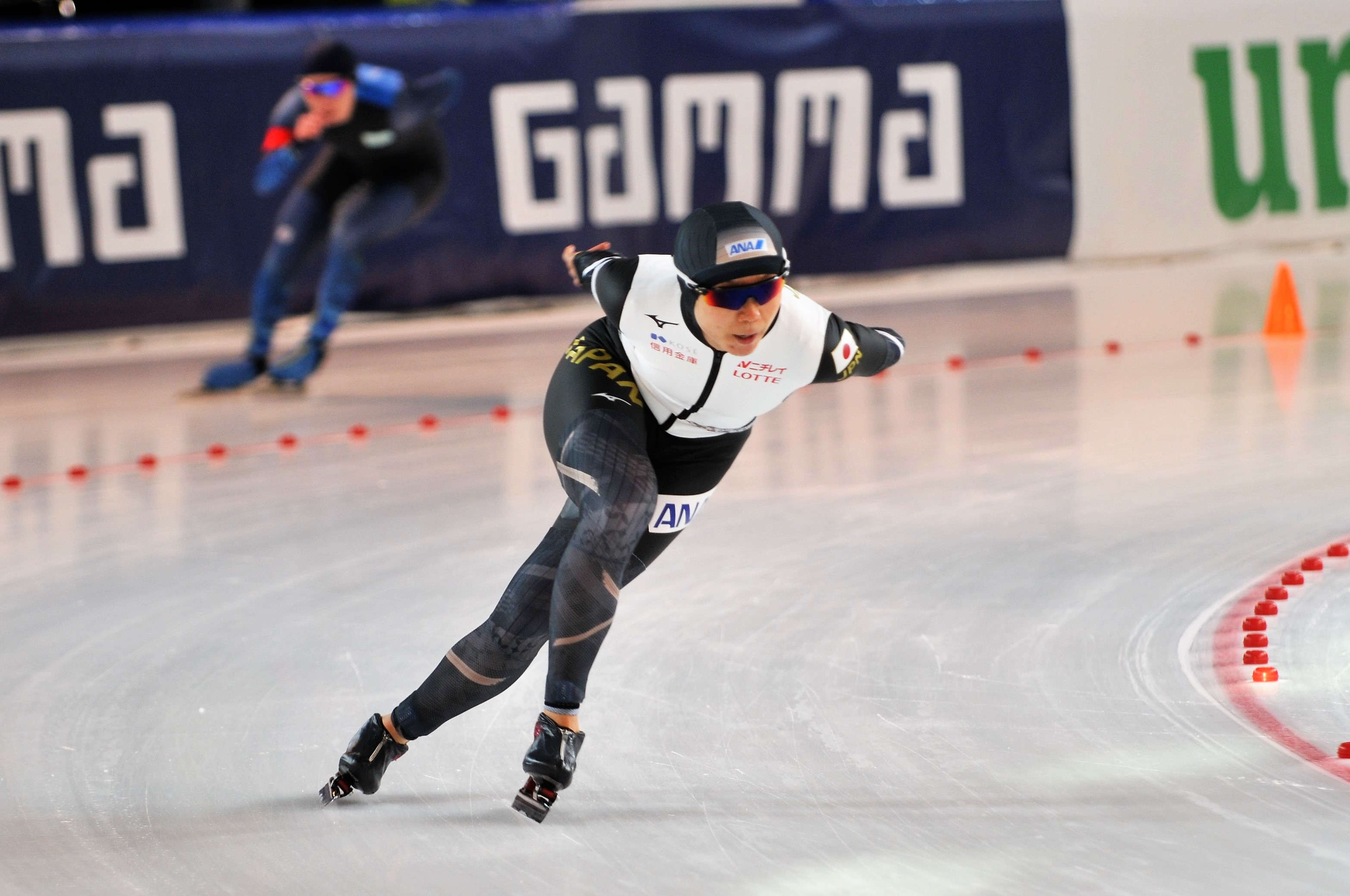
Miho Takagi (hier bei einem Weltcuprennen 2022) gewann die WM-Silbermedaille.

In einer Pressemitteilung im Vorfeld der Mehrkampf-WM sah die Internationale Eislaufunion (ISU) die Niederländerin Irene Schouten sowie die Japanerin Miho Takagi in der Favoritenrolle und sprach von einem Kampf zwischen Geschwindigkeit und Ausdauer (im Original: „a classic battle between speed and stamina“). Die 1000-Meter-Olympiasiegerin Takagi hatte zuvor 2020 den Weltmeistertitel im Sprint-Vierkampf gewonnen, während Schoutens Stärken insbesondere auf den Langstrecken lagen: Bei den Olympischen Winterspielen 2022 war sie Olympiasiegerin über 3000 Meter, 5000 Meter und im Massenstart geworden.
Am ersten Tag lief Takagi die beste Zeit über 500 Meter, während Schouten über 3000 Meter am schnellsten war und in 3:58,00 Minuten den Streckenrekord von Gunda Niemann-Stirnemann aus dem Jahr 2001 um mehr als zwei Sekunden unterbot. Nach den ersten beiden Distanzen führte Takagi das Klassement knapp vor Schouten an, auf Rang drei lag Antoinette de Jong. Im 1500-Meter-Rennen baute Takagi mit einer weiteren Bestzeit ihre Führung aus, während Schouten zwischenzeitlich hinter ihre Teamkollegin de Jong zurückfiel und von einem verkrampften Gefühl während des Wettkampfes sprach. Vor der abschließenden 5000-Meter-Distanz hatte Takagi umgerechnet 2,45 Sekunden Vorsprung auf de Jong und 6,08 Sekunden Vorsprung auf Schouten. In der vorletzten 5000-Meter-Paarung lief Schouten eine Zeit von 6:52,58 Minuten. Danach traten Takagi und de Jong gegeneinander an und blieben beide über der Sieben-Minuten-Marke, womit sie hinter Schouten zurückfielen, obwohl Takagi eine persönliche Bestzeit von 7:01,97 Minuten aufstellte. De Jong behielt Rang drei und gewann hinter den Favoritinnen die Bronzemedaille.
| Rang | Name                   | Nation             | 500 Meter (in s) | 3000 Meter (in min) | 1500 Meter (in min) | 5000 Meter (in min) | Gesamt- punkte |
| ---- | ---------------------- | ------------------ | ---------------- | ------------------- | ------------------- | ------------------- | -------------- |
| 01   | Irene Schouten         | Niederlande        | 39,24 (7)        | 3:58,00 (1)         | 1:56,43 (5)         | 6:52,58 (2)         | 158,974        |
| 02   | Miho Takagi            | Japan              | 38,31 (1)        | 4:02,73 (5)         | 1:55,03 (1)         | 7:01,97 (4)         | 159,305        |
| 03   | Antoinette de Jong     | Niederlande        | 38,81 (5)        | 4:00,90 (2)         | 1:55,18 (2)         | 7:04,45 (5)         | 159,798        |
| 04   | Ragne Wiklund          | Norwegen           | 39,59 (9)        | 4:01,16 (3)         | 1:55,18 (2)         | 6:56,82 (3)         | 159,858        |
| 05   | Martina Sáblíková      | Tschechien         | 40,60 (12)       | 4:01,50 (4)         | 1:57,28 (8)         | 6:51,75 (1)         | 161,118        |
| 06   | Merel Conijn           | Niederlande        | 39,68 (11)       | 4:03,00 (6)         | 1:56,24 (4)         | 7:05,47 (6)         | 161,473        |
| 07   | Nana Takagi            | Japan              | 38,71 (4)        | 4:06,31 (8)         | 1:56,49 (6)         | 7:14,41 (7)         | 162,032        |
| 08   | Ayano Satō             | Japan              | 38,49 (2)        | 4:09,67 (10)        | 1:57,06 (7)         | 7:21,01 (8)         | 163,222        |
| 09   | Nadeschda Morosowa     | Kasachstan         | 38,59 (3)        | 4:11,02 (12)        | 1:58,23 (10)        |                     | 119,836        |
| 10   | Valérie Maltais        | Kanada             | 39,49 (8)        | 4:08,23 (9)         | 1:58,09 (9)         |                     | 120,223        |
| 11   | Ivanie Blondin         | Kanada             | 38,97 (6)        | 4:10,73 (11)        | 1:58,74 (11)        |                     | 120,338        |
| 12   | Mia Kilburg-Manganello | Vereinigte Staaten | 41,05 (13)       | 4:16,63 (15)        | 2:01,90 (12)        |                     | 124,454        |
| 13   | Claudia Pechstein      | Deutschland        | 41,50 (15)       | 4:16,26 (14)        | 2:04,43 (15)        |                     | 125,686        |
| 14   | Sofie Karoline Haugen  | Norwegen           | 41,91 (17)       | 4:15,83 (13)        | 2:03,71 (14)        |                     | 125,784        |
| 15   | Leia Behlau            | Deutschland        | 41,45 (14)       | 4:20,13 (16)        | 2:03,21 (13)        |                     | 125,875        |
| 16   | Lindsey Kent           | Kanada             | 41,56 (16)       | 4:23,61 (17)        | 2:04,93 (16)        |                     | 127,138        |
| 17   | Zuzana Kuršová         | Tschechien         | 43,03 (18)       | 4:34,46 (18)        | 2:07,08 (17)        |                     | 131,133        |
| 18   | Francesca Lollobrigida | Italien            | 39,65 (10)       | 4:04,30 (7)         | DNS                 |                     | 80,366         |

### Männer
Als Titelfavoriten galten im Vorfeld Nils van der Poel und Patrick Roest. Roest hatte die vorherigen drei Mehrkampfweltmeisterschaften für sich entschieden und bei den Olympischen Winterspielen 2022 zwei Silbermedaillen über 5000 und 10.000 Meter gewonnen – jeweils hinter van der Poel, der dafür auf den kurzen Distanzen als schwächer eingeschätzt wurde. 
Nach den ersten beiden Strecken führte Roest die Gesamtwertung an. Van der Poel lief allerdings über 500 Meter in 37,33 Sekunden eine persönliche Bestzeit und verlor auf der Sprintstrecke weniger als eine Sekunde auf seinen niederländischen Konkurrenten. Über 1500 Meter baute Roest den Vorsprung aus, lief aber langsamer als Bart Swings und zeigte sich mit seiner Zeit von 1:46,48 Minuten unzufrieden. Umgerechnet auf das abschließende 10.000-Meter-Rennen betrug der Abstand zwischen Roest und van der Poel 21,24 Sekunden. Dort unterbot van der Poel mit einer Zeit von 12:41,56 Minuten Sven Kramers Streckenrekord aus dem Jahr 2009 um mehr als neun Sekunden und sprach von einem der besten 10.000-Meter-Rennen, das er in seiner Karriere bestritten habe. Roest verlor als Fünftschnellster auf der letzten Distanz mehr als 40 Sekunden auf van der Poel, gewann aber die Silbermedaille vor Bart Swings.
| Rang | Name              | Nation             | 500 Meter (in s) | 5000 Meter (in min) | 1500 Meter (in min) | 10.000 Meter (in min) | Gesamt- punkte |
| ---- | ----------------- | ------------------ | ---------------- | ------------------- | ------------------- | --------------------- | -------------- |
| 01   | Nils van der Poel | Schweden           | 37,33 (14)       | 6:12,45 (1)         | 1:48,13 (10)        | 12:41,56 (1)          | 148,696        |
| 02   | Patrick Roest     | Niederlande        | 36,44 (4)        | 6:15,99 (2)         | 1:46,48 (2)         | 13:26,08 (5)          | 149,836        |
| 03   | Bart Swings       | Belgien            | 37,09 (11)       | 6:23,25 (6)         | 1:46,03 (1)         | 13:09,21 (2)          | 150,218        |
| 04   | Peder Kongshaug   | Norwegen           | 36,40 (2)        | 6:24,74 (9)         | 1:47,16 (4)         | 13:30,09 (6)          | 151,098        |
| 05   | Sander Eitrem     | Norwegen           | 36,92 (8)        | 6:24,72 (8)         | 1:47,75 (6)         | 13:20,40 (4)          | 151,328        |
| 06   | Riku Tsuchiya     | Japan              | 36,40 (2)        | 6:27,58 (12)        | 1:48,06 (8)         | 13:35,62 (7)          | 151,959        |
| 07   | Davide Ghiotto    | Italien            | 38,31 (18)       | 6:19,84 (3)         | 1:49,44 (15)        | 13:12,92 (3)          | 152,420        |
| 08   | Ethan Cepuran     | Vereinigte Staaten | 37,80 (16)       | 6:22,47 (4)         | 1:48,71 (13)        | 13:38,32 (8)          | 153,199        |
| 09   | Emery Lehman      | Vereinigte Staaten | 37,10 (12)       | 6:25,51 (10)        | 1:46,72 (3)         |                       | 111,224        |
| 10   | Marcel Bosker     | Niederlande        | 37,21 (13)       | 6:24,07 (7)         | 1:47,49 (5)         |                       | 111,447        |
| 11   | Casey Dawson      | Vereinigte Staaten | 37,03 (9)        | 6:26,15 (11)        | 1:48,11 (9)         |                       | 111,661        |
| 12   | Shane Williamson  | Japan              | 36,64 (5)        | 6:38,57 (18)        | 1:48,03 (7)         |                       | 112,507        |
| 13   | Chris Huizinga    | Niederlande        | 37,68 (15)       | 6:28,86 (15)        | 1:48,83 (14)        |                       | 112,842        |
| 14   | Michele Malfatti  | Italien            | 38,45 (19)       | 6:22,67 (5)         | 1:48,53 (12)        |                       | 112,893        |
| 15   | Dmitri Morosow    | Kasachstan         | 36,12 (1)        | 6:49,81 (20)        | 1:48,17 (11)        |                       | 113,157        |
| 16   | Masahito Obayashi | Japan              | 36,87 (7)        | 6:40,65 (19)        | 1:49,89 (16)        |                       | 113,565        |
| 17   | Jordan Belchos    | Kanada             | 38,46 (20)       | 6:28,06 (13)        | 1:50,36 (17)        |                       | 114,052        |
| 18   | Kristian Ulekleiv | Norwegen           | 36,77 (6)        | 6:28,38 (14)        |                     |                       | 75,608         |
| 19   | Andrea Giovannini | Italien            | 37,07 (10)       | 6:31,56 (17)        |                     |                       | 76,226         |
| 20   | Ted-Jan Bloemen   | Kanada             | 37,93 (17)       | 6:31,52 (16)        |                     |                       | 77,082         |
| 21   | Beau Snellink     | Niederlande        | DNS              |                     |                     |                       |                |